# Tysklands Grand Prix 1997
Tysklands Grand Prix 1997 var det tionde av 17 lopp ingående i formel 1-VM 1997.

## Resultat
1. Gerhard Berger, Benetton-Renault, 10 poäng
2. Michael Schumacher, Ferrari, 6
3. Mika Häkkinen, McLaren-Mercedes, 4
4. Jarno Trulli, Prost-Mugen Honda, 3
5. Ralf Schumacher, Jordan-Peugeot, 2
6. Jean Alesi, Benetton-Renault, 1
7. Shinji Nakano, Prost-Mugen Honda
8. Damon Hill, Arrows-Yamaha
9. Norberto Fontana, Sauber-Petronas
10. Jos Verstappen, Tyrrell-Ford
11. Giancarlo Fisichella, Jordan-Peugeot

### Förare som bröt loppet
- Rubens Barrichello, Stewart-Ford (varv 33, motor)
- Mika Salo, Tyrrell-Ford (33, koppling)
- Jacques Villeneuve, Williams-Renault (33, snurrade av)
- Jan Magnussen, Stewart-Ford (27, motor)
- Ukyo Katayama, Minardi-Hart (23, bränslebrist)
- Johnny Herbert, Sauber-Petronas (8, olycka)
- Pedro Diniz, Arrows-Yamaha (8, olycka)
- David Coulthard, McLaren-Mercedes (1, transmission)
- Heinz-Harald Frentzen, Williams-Renault (1, kollision)
- Eddie Irvine, Ferrari (1, kollision)
- Tarso Marques, Minardi-Hart (0, växellåda)

## VM-ställning
| Förarmästerskapet 1. Michael Schumacher, Ferrari, 53 2. Jacques Villeneuve, Williams-Renault, 43 3. Jean Alesi, Benetton-Renault, 22 | Konstruktörsmästerskapet 1. Ferrari, 71 2. Williams-Renault, 62 3. Benetton-Renault, 46 |